# 沃夫加
沃夫加（Wulfgar），完整稱謂為沃夫加，貝奧尼加之子（Wulfgar, son of Beornegar）是角色扮演遊戲《龍與地下城》中被遺忘的國度遊戲設定中的一位英雄人物，出身於冰風谷的野蠻人麋鹿氏族。與黑暗精靈崔斯特、半身人瑞吉斯、人類凱蒂布莉兒以及他與凱蒂布利兒的矮人養父布魯諾.戰錘合稱「秘銀廳五友」。
初次登場於其創作者美國奇幻小說作家R·A·薩爾瓦多的作品《冰風之谷三部曲》
的沃夫加一開始是為了以主人翁的身分登場而被創作出來的，但是很快的他的夥伴角色崔斯特卻超越了他獲得了廣大的歡迎，且催生了以崔斯特為主角的系列《黑暗精靈三部曲》，直到《黑暗之途三部曲》才再度以沃夫加為主角推出故事。

## 生平

### 早年時代
沃夫加是居住在冰風谷荒地的野蠻人部族之一的麋鹿氏族的酋長之子。在一場野蠻人部族聯軍攻擊冰風谷的開墾者聚落聯盟十鎮的戰役中，少年沃夫加遭到在此戰役中活躍的矮人戰槌氏族首領布魯諾俘虜。但是布魯諾卻饒過他一命，並且收養他為養子。在他的成長過程中除了跟著布魯諾進行礦工與鐵匠的工作所鍛鍊出的精壯體格外，也獲得黑暗精靈遊俠崔斯特的戰鬥訓練，兩人因而成為莫逆之交。為了表達他對沃夫加的父愛，布魯諾超越他的工匠極限製造出了如同沃夫加第二生命般的戰槌－艾吉斯之牙。

### 成為酋長
在幾年後一位名叫阿卡爾的邪惡巫師利用神器碎魔晶以及深淵妖魔厄圖的協助招集了一群怪物組成大軍對冰風谷的和平造成威脅，而沃夫加則在這時發現他所屬的部落竟然也與厄圖的軍隊結盟。於是他回到部落打倒了當時的酋長並取而代之。再招集自己的部落協助十鎮的人民抵禦阿卡爾勢力的威脅。在崔斯特等人的努力下打倒邪惡巫師並使妖魔厄圖自此被逐回深淵界域一百年。
而後沃夫加也參與了協助布魯諾收復地底矮人城秘銀廳的冒險。從他受到布魯諾的收養到成為酋長，以上的經歷都出自於《冰風之谷三部曲》。

### 落入深淵
在《血脈四部曲》中沃夫加在和布魯諾的人類養女凱蒂布莉兒的婚禮前突然性格大變，並且攻擊了身為恩師及好友的崔斯特。同時崔斯特的姐姐維爾娜·杜惡登為了把崔斯特這個叛徒抓來獻祭給蜘蛛神后因此和黑暗精靈傭兵團合作攻擊了秘銀廳；在對抗入侵的卓爾族的過程中，秘銀添五友們發現原來是一名與崔斯特有過節的人類刺客恩崔立利用一個魔法鍊墜使沃夫加情緒失控，然而在這場戰役中沃夫加卻為了保護朋友因而遭到蜘蛛神后的手下蠟融妖的攻擊，因而被崔斯特等人當成死亡。酋長地位由部落戰士柏克斯加繼承。
但其實他並非當場死於蠟融妖手下，反而是被抓到深淵並被蜘蛛神后送給妖魔厄圖，他在深淵中遭受了無盡的虐待與苦刑，多年後才因為崔斯特等人的冒險而被救出，但是在厄圖的虐待下，沃夫加得了心病。

### 走出陰霾
沃夫加從深淵回歸後，拒絕了現任酋長歸還地位的提議，也一直無法脫離厄圖施於其身的痛苦記憶。甚至還在一時的失神中毆打了曾經論及婚嫁的凱蒂布莉兒，之後他離開親友獨自到了路斯坎城成為一間酒館的圍事。並認識了怪盜魔利克以及酒館女侍迪莉，還以酒精麻痺痛苦的回憶。然而因為他暴躁的性格使他被酒館老闆忍痛開除，又因為意外而失去艾吉斯之牙。最後甚至與摩利克一起被誣告了謀殺罪，在崔斯特舊識杜德蒙船長的幫助下得到了釋放，但也被趕出路斯坎。
後來他與魔利克結夥當盜賊，卻又被加上了強暴貴族婦女梅若達的莫須有罪名遭到關押，但還是逃出生天。而他甚至不記恨的救出了利用他來逃脫不貞罪名的梅若達斯生女嬰，並收養了那女孩。回到路斯坎接走迪莉後，他與摩力克分道揚鑣。帶著新婚妻子迪莉前往深水城找杜德蒙船長，與他一起在海上追捕海盜並試圖找回艾吉斯之牙。但又因為陰霾而在船上適應不良。但在其他秘銀廳五友以及因事在場的摩力克的幫助下他找回了艾吉斯之牙，也找回了自己。走出陰霾的他帶著妻子與養女回到冰風谷定居。